# Silas Moore Stilwell
Silas Moore Stilwell (* 6. Juni 1800 in New York City; † 16. Mai 1881 ebenda) war ein US-amerikanischer Politiker. Er war der Sohn von Stephen Stilwell, der im Amerikanischen Unabhängigkeitskrieg kämpfte und 1804 eine Glasfabrik in Woodstock (New York) eröffnete.

## Werdegang
Silas Moore Stilwell besuchte bis 1812 die Woodstock Free Academy, als sein Vater bankrottging. Anschließend ging er nach New York City, wo er zu arbeiten begann. Er war 1814 mit Vermessungsarbeiten im Westen beschäftigt und ließ sich schließlich in Tennessee nieder. Dort entschied er sich eine politische Laufbahn einzuschlagen, als er 1822 Mitglied im Repräsentantenhaus von Tennessee wurde. Einige Zeit später zog er nach Virginia, wo er als Clerk von Tazewell County tätig und Mitglied im Abgeordnetenhaus von Virginia war. Er bekam dort 1824 seine Zulassung als Anwalt. Vier Jahre später kehrte er nach New York zurück und vertrat von 1830 bis 1833 Manhattan in der New York State Assembly. Während dieser Zeit schlug er 1830 ein Gesetz zur Abschaffung der Haftstrafe für Geldschulden und zu Unrecht bestrafte Schuldner vor, dass am 26. April 1831 beschlossen und als Stilwell Act bekannt wurde. Er kandidierte 1834 erfolglos für die Whig Party um das Amt des Vizegouverneurs von New York, wurde allerdings von dem Demokraten John Tracy geschlagen. Im nachfolgenden Jahr wurde er zu einem Aldermann von New York City und dem Vorsitzenden des Stadtrats gewählt. In dem Jahr waren die politischen Parteien gleichmäßig aufgeteilt, so dass er die ausschlaggebende Stimme bei allen Abstimmungen hatte, was ihn gemeinhin bekannt machte als "King Caucus". Ferner war er zu der Zeit des Great Fire of New York von 1835 kommissarischer Bürgermeister. Darüber hinaus war er während der Administration des US-Präsidenten John Tyler US-Marshal für den Southern District of New York. Zu dieser Zeit wurde er mit einem Sonderauftrag nach Den Haag geschickt, um dort ein Darlehn für die US-Regierung auszuhandeln. Nach dem Ende seiner Amtszeit nahm er wieder seine Tätigkeit als Anwalt auf. Während des Amerikanischen Bürgerkrieges verfasste er den National Banking Act von 1863. Ferner schrieb er über Finanzfragen, viele seiner Artikel erschienen zwischen 1860 und 1872 im New York Herald unter dem Pseudonym "Jonathan Ohlbuck".
Er war mit Caroline Norseworthy verheiratet. Ihr Sohn war Silas M. Stilwell (1854–1891), ein Rechtsanwalt in New York City.

## Werke
- A System of Credit for a Republic and Plan of a Bank for the State of New York (1838).
- A System of National Finance - Notes Explanatory of Mr. Chase's Plan of National Finance (Washington, D.C., 1861).
- National Finances: a Philosophical Examination of Credit (1866).